# Еврейское кладбище в Бродах
Еврейское кладбище — киркут в г. Броды, Львовской области, Западная Украина.
Одно из крупнейших еврейских кладбищ на территории Украины, которое занимает примерно 10 га. По проведенным исследованиям установлено, что на кладбище похоронено более 8000 представителей еврейской национальности, на захоронениях имеется 5477 целых неповрежденных надгробий с 1834 по 1939 год.

## История
В связи с распространением в крае эпидемии холеры, в 1831 году власти Австрийской империи обязали местную иудейскую общину заложить на значительном расстоянии от города Броды новое, третье по счету кладбище. Тогда община приобрела участок в двух километрах к северу от центральной части города. Новый киркут действовал более 110 лет вплоть до Холокоста. «Старые» кладбища уничтожены.

## Описание
Еврейское кладбище в Бродах имеет форму неправильного прямоугольника, который врезается в расположенный с запада и севера лесной массив. Размеры киркута составляют с востока на запад примерно 500 м, с юга на север — 150 м. Территория кладбища так и не была полностью использована, поэтому регулярные захоронения тянутся с востока на запад лишь на расстоянии около 350 м. Общая площадь территории объекта составляет около 10 га, а участки с регулярными захоронениями немного более 6 га, то есть более 75 % общей площади.
Условно территорию кладбища можно разделить на 4 основные части. Самая большая и главная из них, насчитывает 125 пронумерованных рядов, каждый из которых тянется с юга на север с легким отклонением на северо-восток. Между этими рядами ещё 35 дополнительных рядов. Вторая часть, прилегающая к главной части с юго-востока, находится непосредственно в начале кладбища. Она насчитывает 16 непронумерованных рядов, а её главным объектом является огель (в переводе с иврита «шатёр») — надстройка над захоронениями хасидского цадика Хаима Давида бен Йосефа и его жены Адель, умерших в 1931 году. Третья часть — это группа из примерно 46 сохранившихся могильных плит (на идиш — «мацев»), находящихся на естественном возвышении в северо-восточном углу киркута. Четвертая — западная окраина кладбища, на которой практически нет надгробных плит, имеет полуразрушенный забор.
На западном краю кладбища находится мемориальный камень работы скульптора Эдуарда Бучинского с надписями на 3-х языках, установленный в 1994 году, в память о жертвах немецко-фашистской операции Рейнхард в июле 1942 — октябре 1943 годов.
Общее количество сохранившихся на кладбище объектов, уцелевших мацев, их обломков и просто следов захоронений составляет около 9700. Из этого числа уцелевшими можно считать лишь 5900 могильных плит, причем несколько сотен из них (примерно 400—500) лежат прямо на земле, или перемещены в другое место (особенно это касается могильных плит из гранита или мрамора). Соответственно количество обломков и просто следов захоронений составляет около 3800. Однако понятно, что указанное число зафиксированных объектов не указывает на общее количество захоронений, совершенных на этом кладбище. Понятно, что неопределенная часть надгробий просто исчезла без следа. Правдоподобно, на территории киркута могло быть захоронено около 12 тыс. человек. Если сюда добавить число расстрелянных (известны четыре братские могилы) или просто похороненных на территории кладбища людей в период с 1941 по 1943 гг., то указанное количество может вырасти еще на несколько тысяч.
На кладбище похоронены представители таких известных еврейских семей, как: Бабады (Рабиновичи), Бенционы, Бернштейны, Бики, Горовцы, Эртеры, Каллирои, Капелиши, Кахане, Кристианполеры, Лянды (Ландау), Левины, Марголисы, Моргенштерны, Натанзоны, Ниренштейны, Остерзецеры, Рапопорты, Рокеахи, Цукеры, Шапиро, Шоры и другие.
На кладбище сохранились интересные образцы резных орнаментов на могильных плитах (мацевах), в частности, это изображение падающего дома (мацева Меира Ицхака, 1852), корабля (мацева Мальки Бабад, 1834), левиафаны (мацева Периль Роси Рокеах, 1835), светильника с окном на заднем плане (мацева Йохеведа Цельникера, 1834), книжного шкафа и письменного столика (мацева Манеса Мордехая, 1836), синагоги, руки Бога, грифа, овец и лимонного дерева (мацева Аврагама Иакова Гильфердинга, 1834), буряков и овец (мацева Аврагама Эвера Бринера, 1837), грифонов (мацева Мордехая, 1836) и др.
На кладбище сохранились две мацевы, перенесенные сюда со Старого киркута: мацева родоначальника рода Кристианполеров Меира (1815) и общая мацева двух женщин: Ханны (1749) и её дочери Байлы (1788).
Некоторые могильные плиты достаточно высокие, некоторые из них более 1,8 м. Кладбище и его плиты ныне находятся под угрозой эрозии и разрушения, а также хаотичного зарастания. Кроме того, до недавнего времени на кладбище не было защитного ограждения или стены, однако теперь часть кладбища огорожена. В 1996 году Украина объявила мораторий на приватизацию объектов, обозначенных на еврейском кладбище, и запретила любое строительство на киркуте. Согласно сообщениям, в августе 2002 года, Комиссия США по сохранению наследия Америки за рубежом учредила грант, позволяющий очистить нежелательную растительность на кладбище.
В 2013 году еврейское кладбище в Бродах была включено в государственный реестр памятников истории и монументального искусства местного значения.

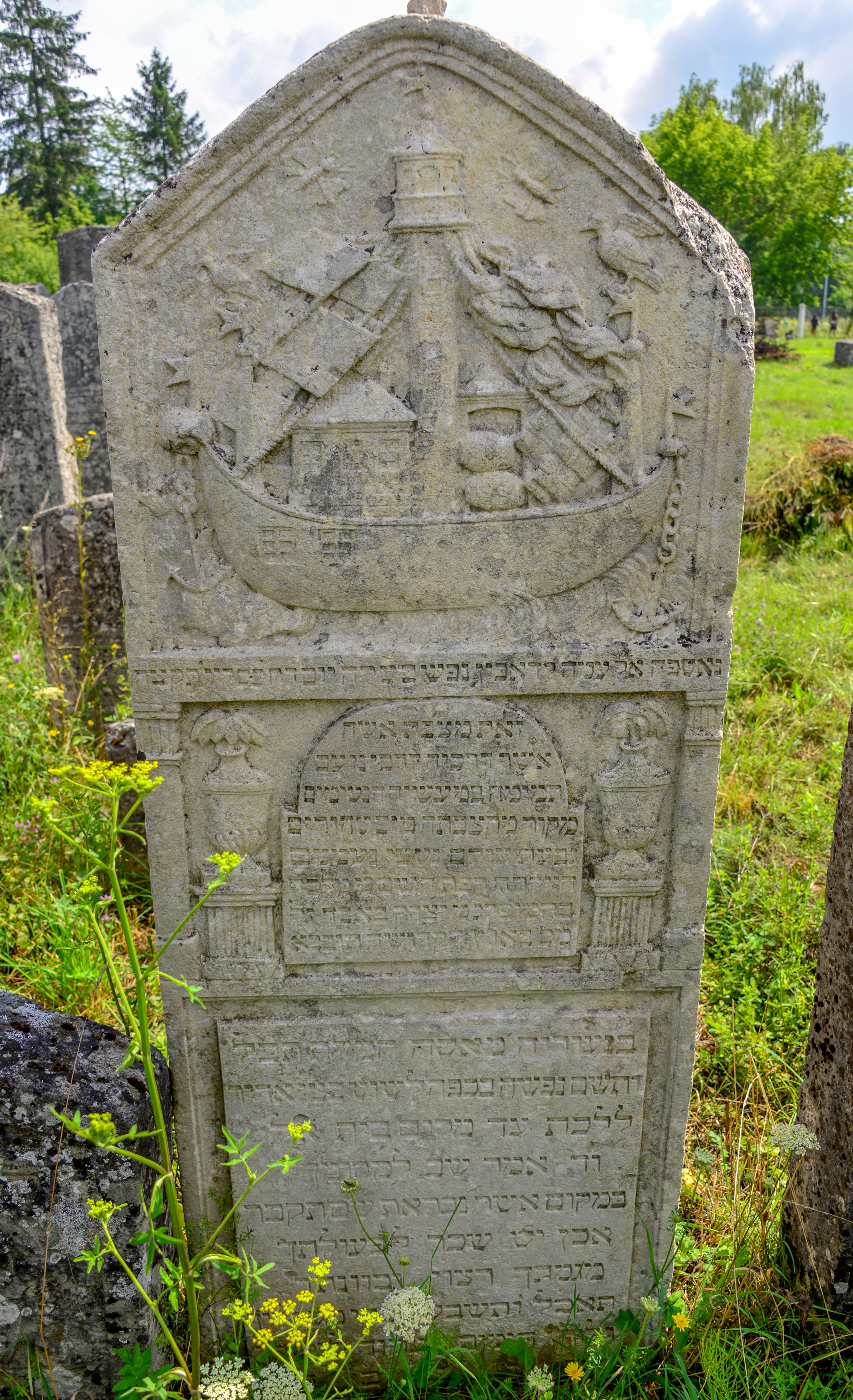
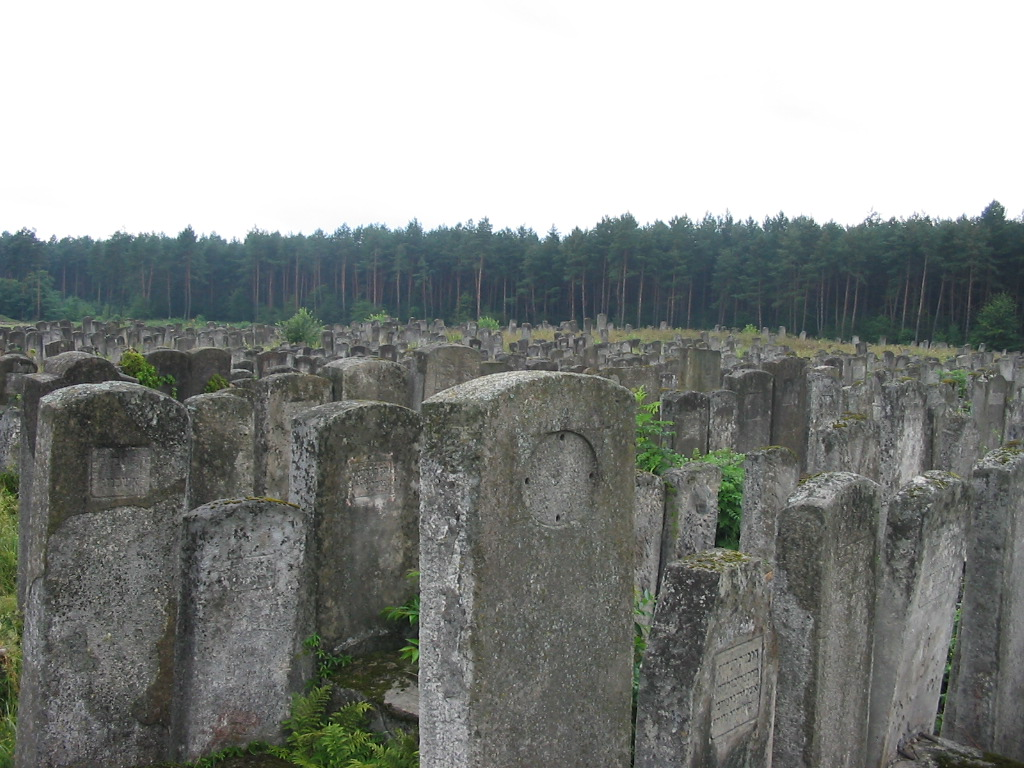
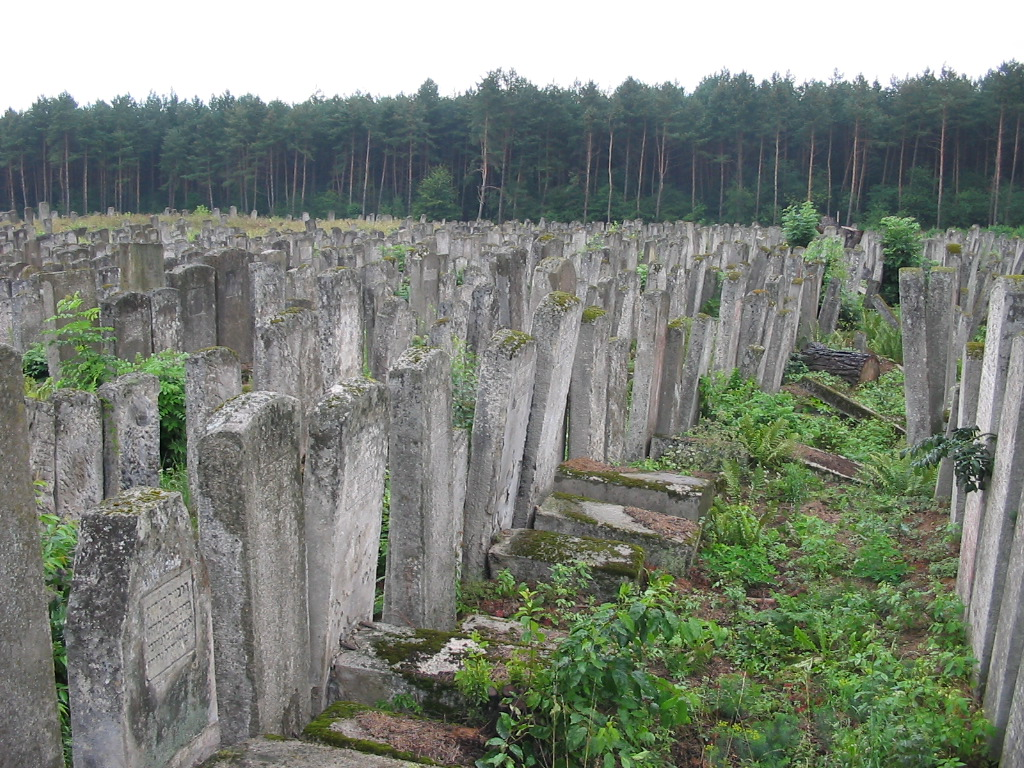
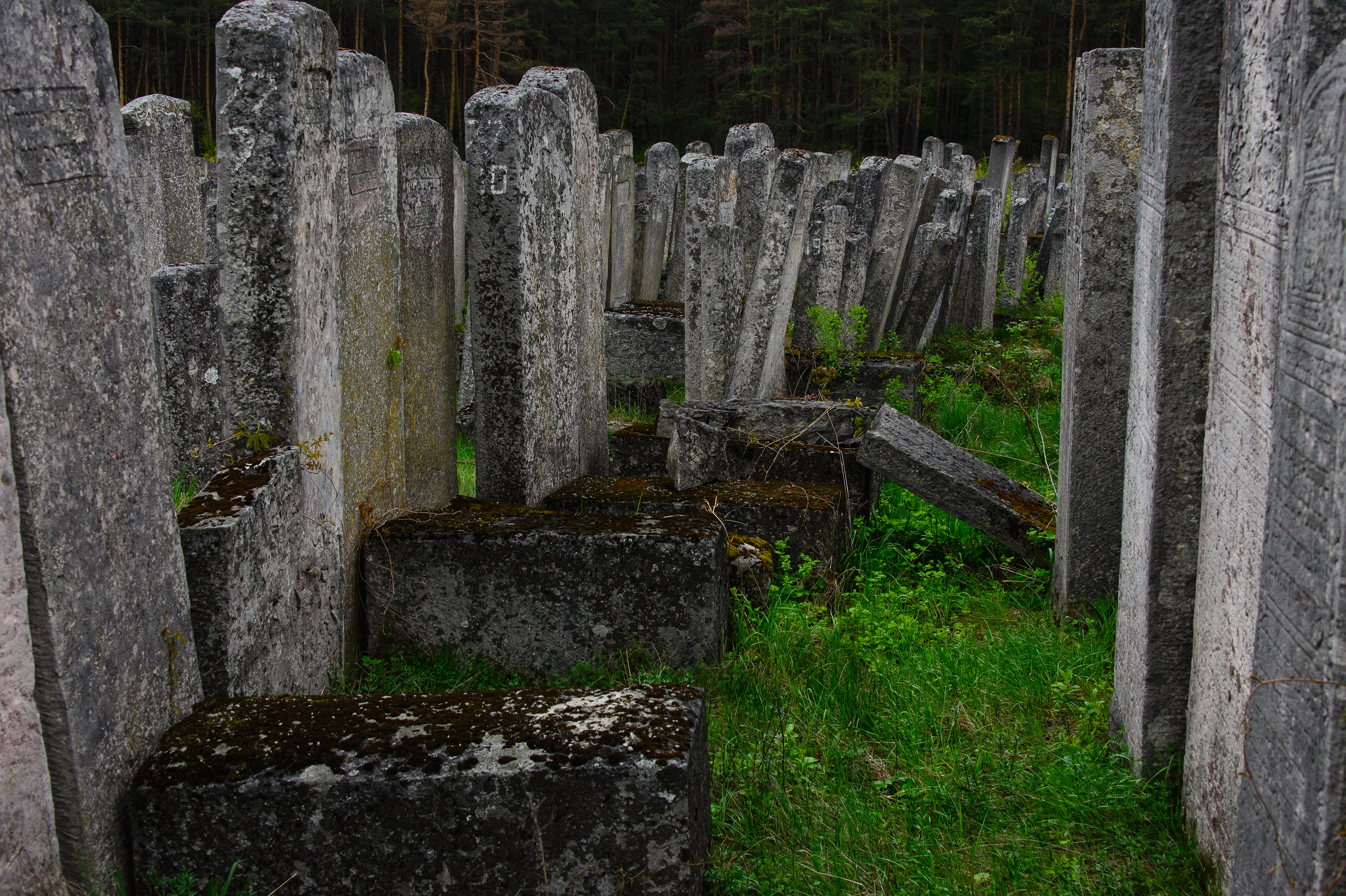
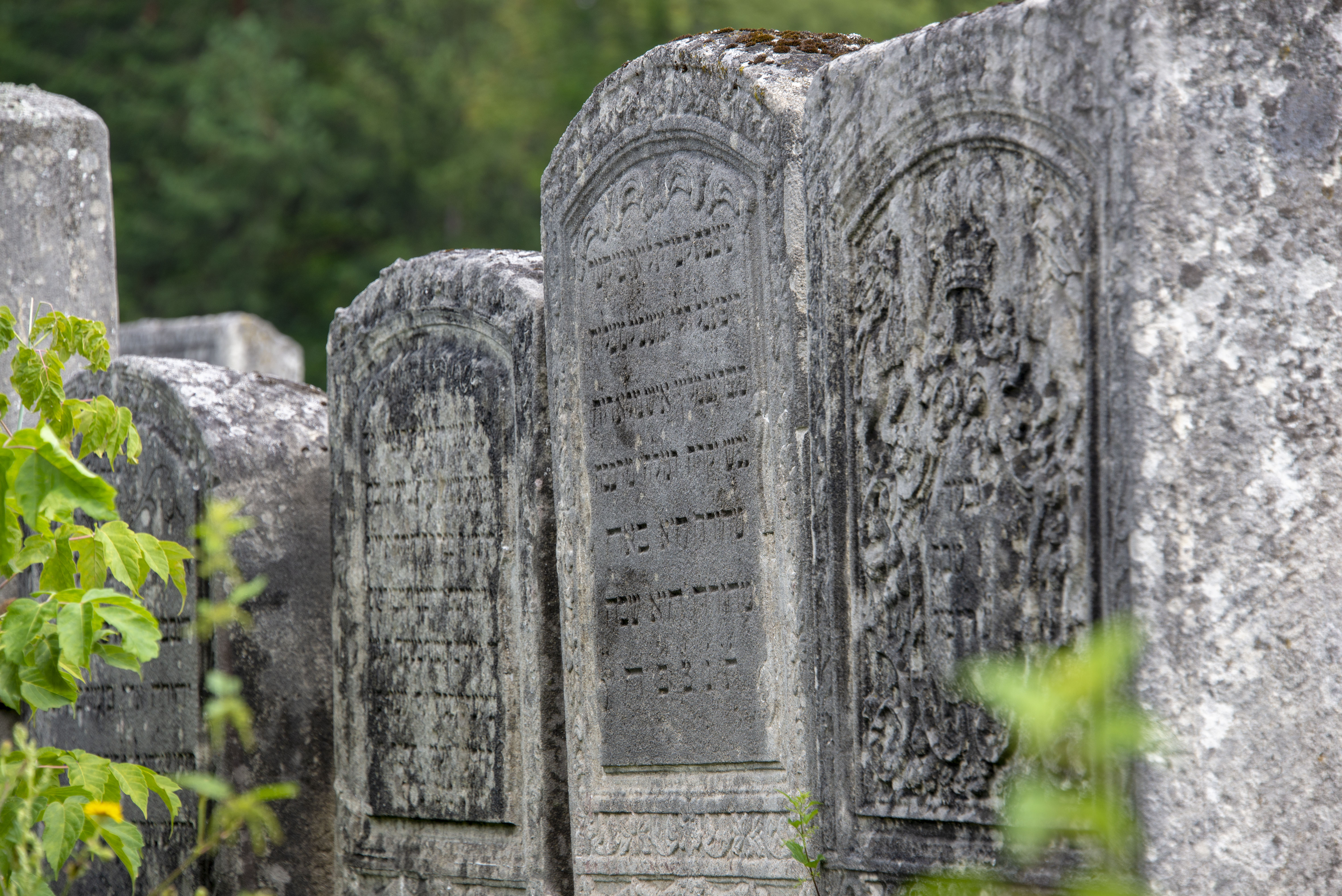
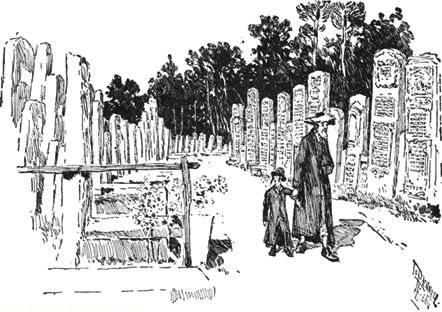